# Ectemnonotum bivittatum
Ectemnonotum bivittatum är en insektsart som först beskrevs av Le Peletier de Saint-fargeau och Jean Guillaume Audinet Serville 1825.  Ectemnonotum bivittatum ingår i släktet Ectemnonotum och familjen spottstritar. Inga underarter finns listade i Catalogue of Life.